# 内幸町駅
内幸町駅（うちさいわいちょうえき）は、東京都千代田区内幸町二丁目にある、東京都交通局（都営地下鉄）三田線の駅である。駅番号はI 07。千代田区最南端の駅。

## 歴史
かつては「西新橋」の副駅名が駅名標に表示されていたが、現行の案内では使用していない。
- 1973年（昭和48年）11月27日：都営6号線の駅として開業。
- 1978年（昭和53年）7月1日：都営6号線を三田線に改称[2]。
- 2007年（平成19年）3月18日：ICカード「PASMO」の利用が可能となる[3]。

### 駅名の由来
地名の「内幸町」から。
「内幸町」の地名は江戸城外堀にあった「幸橋御門」の内側に位置 していたのが由来で、江戸時代当時は「丸ノ内幸町」と言う地名であった。今の「内幸町」になったのは1872年（明治5年）3月25日からである。

## 駅構造
島式ホーム1面2線の地下駅。ホームドアが設置されている。ホームは地下3階、地下2階は共同溝、地下1階が改札口となっている。
ホームの南半分は港区新橋及び西新橋に跨る。

### のりば
| 番線 | 路線       | 行先              |
| ---- | ---------- | ----------------- |
| 1    | 都営三田線 | 目黒・ 東急線方面 |
| 2    | 都営三田線 | 西高島平方面      |

（出典：都営地下鉄:駅構内図）

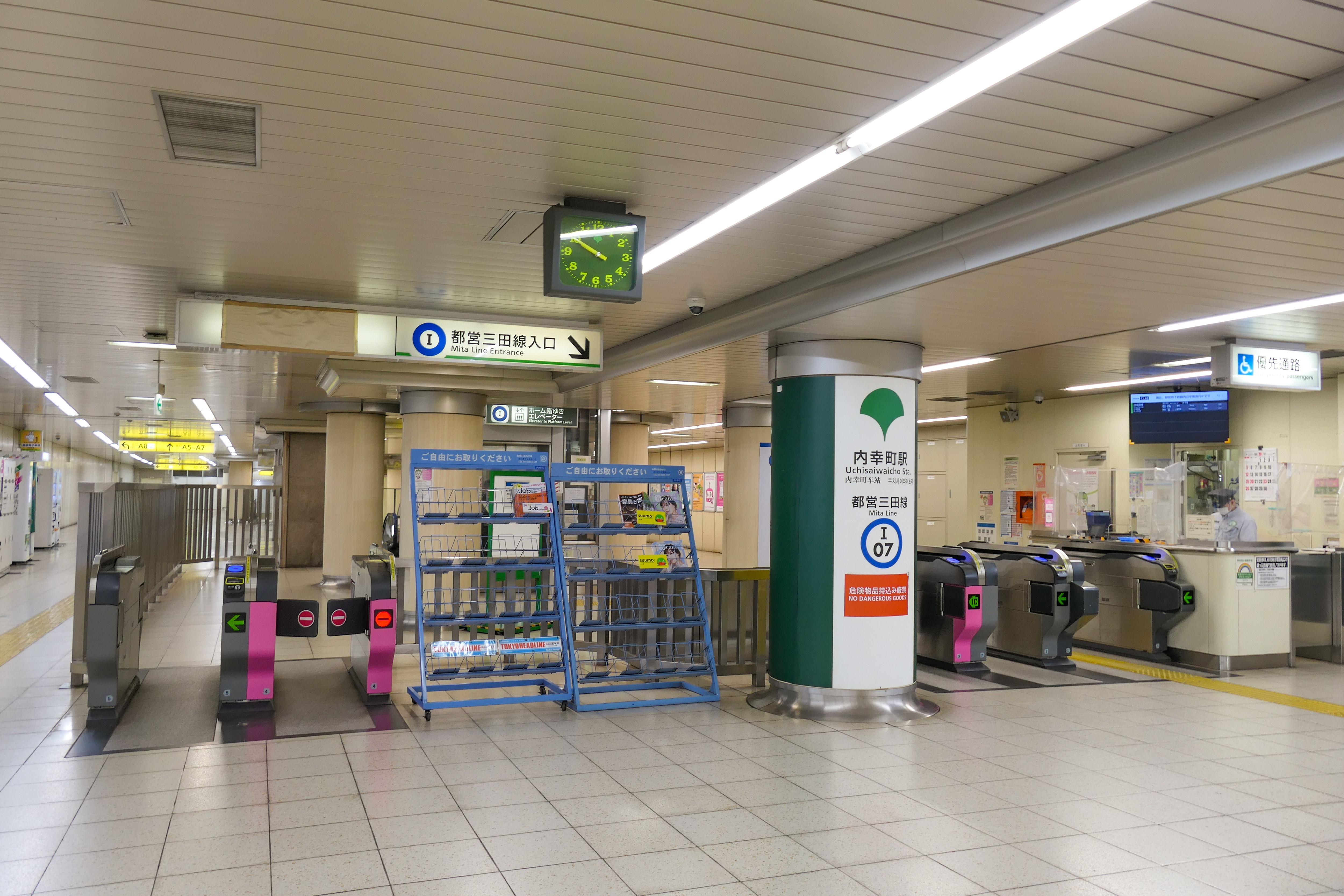
西新橋方面改札口（2021年9月）
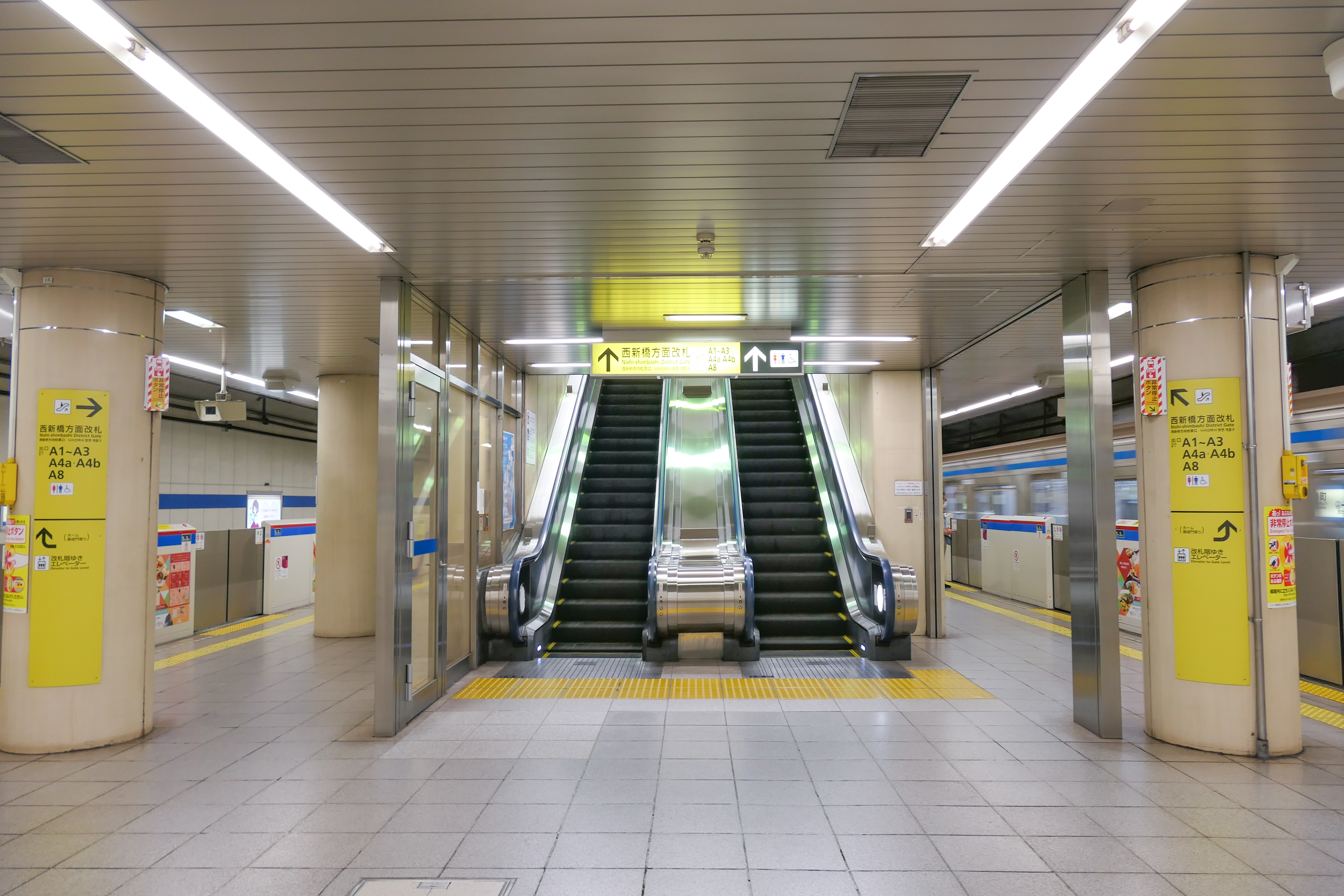
ホーム（2021年9月）

## 利用状況
2023年（令和5年）度の1日平均乗降人員は35,015人（乗車人員：17,165人、降車人員：17,850人）である。
各年度の1日平均乗降・乗車人員数の推移は下表の通り。

### 平成
| 年度               | 1日平均 乗降人員 | 1日平均 乗車人員 | 出典     |
| ------------------ | ---------------- | ---------------- | -------- |
| 1990年（平成02年） |                  | 19,589           | [ * 1 ]  |
| 1991年（平成03年） |                  | 19,678           | [ * 2 ]  |
| 1992年（平成04年） |                  | 19,441           | [ * 3 ]  |
| 1993年（平成05年） |                  | 19,197           | [ * 4 ]  |
| 1994年（平成06年） |                  | 18,573           | [ * 5 ]  |
| 1995年（平成07年） |                  | 17,404           | [ * 6 ]  |
| 1996年（平成08年） |                  | 17,252           | [ * 7 ]  |
| 1997年（平成09年） |                  | 17,345           | [ * 8 ]  |
| 1998年（平成10年） |                  | 17,384           | [ * 9 ]  |
| 1999年（平成11年） |                  | 16,249           | [ * 10 ] |
| 2000年（平成12年） |                  | 16,964           | [ * 11 ] |
| 2001年（平成13年） |                  | 18,581           | [ * 12 ] |
| 2002年（平成14年） |                  | 19,022           | [ * 13 ] |
| 2003年（平成15年） | 39,376           | 18,478           | [ * 14 ] |
| 2004年（平成16年） | 38,465           | 18,000           | [ * 15 ] |
| 2005年（平成17年） | 39,293           | 18,351           | [ * 16 ] |
| 2006年（平成18年） | 40,760           | 19,052           | [ * 17 ] |
| 2007年（平成19年） | 41,088           | 19,530           | [ * 18 ] |
| 2008年（平成20年） | 40,157           | 19,373           | [ * 19 ] |
| 2009年（平成21年） | 38,998           | 19,022           | [ * 20 ] |
| 2010年（平成22年） | 36,756           | 17,923           | [ * 21 ] |
| 2011年（平成23年） | 34,526           | 16,890           | [ * 22 ] |
| 2012年（平成24年） | 36,376           | 17,843           | [ * 23 ] |
| 2013年（平成25年） | 38,227           | 18,755           | [ * 24 ] |
| 2014年（平成26年） | 39,977           | 19,674           | [ * 25 ] |
| 2015年（平成27年） | 42,290           | 20,816           | [ * 26 ] |
| 2016年（平成28年） | 43,728           | 21,532           | [ * 27 ] |
| 2017年（平成29年） | 45,317           | 22,351           | [ * 28 ] |
| 2018年（平成30年） | 45,660           | 22,536           | [ * 29 ] |

### 令和
| 年度               | 1日平均 乗降人員 | 1日平均 乗車人員 | 出典     | 出典       |
| 年度               | 1日平均 乗降人員 | 1日平均 乗車人員 | 東京都   | 交通局     |
| ------------------ | ---------------- | ---------------- | -------- | ---------- |
| 2019年（令和元年） | 44,741           | 22,069           | [ * 30 ] | [ 都交 2 ] |
| 2020年（令和02年） | 29,655           | 14,656           |          | [ 都交 3 ] |
| 2021年（令和03年） | 27,026           | 13,278           |          | [ 都交 4 ] |
| 2022年（令和04年） | 29,846           | 14,612           |          | [ 都交 5 ] |
| 2023年（令和05年） | 35,015           | 17,165           |          | [ 都交 1 ] |

## 駅周辺
千代田区
- 東京都道409号日比谷芝浦線（日比谷通り）「内幸町」交差点
- 日比谷公園
- 日比谷公会堂
- 千代田区立 日比谷図書文化館
- 帝国ホテル
- 千代田区立内幸町ホール
- 富国生命保険本社 （富国生命ビル）
- みずほ銀行東京営業部（みずほ銀行内幸町本部ビル、旧第一勧業銀行本店→みずほ銀行本店）
- 東京電力ホールディングス本社
- NTTコミュニケーションズ本社（NTT日比谷ビル）
- 日比谷シティ
  - 日比谷国際ビルヂング
  - 日本放送協会（NHK）東京放送会館跡地に建設。日比谷通り沿いに小さな放送記念碑がある。同碑には「日本放送協会は1938年から1973年までこの地にあった」と書かれている。なお、NHKの本部は当駅の開業の約4ヶ月前の1973年8月に渋谷区神南のNHK放送センターに移転した。
  - JFEスチール本社
- 日比谷ダイビル
- 日本中央競馬会本部
- 日本プレスセンタービル
- 日比谷中日ビル - 中日新聞東京本社（東京新聞、東京中日スポーツ）以外に東海テレビ放送、三重テレビ放送の東京支社が入居している。
- 霞ヶ関官庁街

港区
- 東京都道405号外濠環状線（外堀通り）「西新橋」交差点
  - 当駅すぐ南の西新橋交差点の直下で東京メトロ銀座線と交差するが、銀座線側に駅はない。最寄駅は徒歩5分ほどの新橋駅の7番出入口であるが乗換駅指定はされていない。
- 航空会館（日本航空協会本部）
  - 航空図書館
  - 航空神社
- 西新橋スクエア
- アーバンネット内幸町ビル
- 第一ホテル東京
- 新橋駅
- 東京メトロ銀座線 虎ノ門駅・虎ノ門ヒルズ駅

## バス路線
「内幸町」「東亞合成本社前」停留所がある。小滝橋車庫、等々力方面はA7出口、渋谷駅方面はA3出口が最寄り。
内幸町（千代田区）
- 都営バス
  - 橋63：小滝橋車庫前行 / 新橋駅前行
- 東急バス
  - 東98：東京駅南口行 / 清水行・等々力操車所行

東亞合成本社前（港区）
- 都営バス
  - 都01(T01)・渋88：新橋駅前行 / 渋谷駅前行

## 隣の駅
東京都交通局（都営地下鉄）
 都営三田線
御成門駅 (I 06) - 内幸町駅 (I 07) - 日比谷駅 (I 08)